# Chacaokanalen
Chacaokanalen (spanska: Canal de Chacao) är belägen i Región de Los Lagos, Chile och separerar ön Chiloé från chilenska fastlandet. Kanalen skapades under kvaternära nedisningen av successiva glaciärer som strömmade ner från Anderna till kusten. Byggandet av en bro för att förbinda ön med kontinenten har diskuterats på regeringsnivå, men planerna avslogs under regeringen Michelle Bachelet (2006-2010) på grund av dess höga kostnader i jämförelse med andra alternativ som kan göras för att gynna öborna.